# Paul Sabatier (chimiste)
Pour les articles homonymes, voir Sabatier.
Ne doit pas être confondu avec Paul Sabatier (théologien).
Paul Sabatier (né le 5 novembre 1854 à Carcassonne et mort le 14 août 1941 à Toulouse) est un chimiste français. Il est colauréat (avec Victor Grignard) du prix Nobel de chimie en 1912 « pour sa méthode d'hydrogénation des composés organiques en présence de métaux finement divisés, ce qui a permis de faire progresser considérablement la chimie organique dans les dernières années. » Il est l'auteur notamment de La Catalyse en chimie organique, ouvrage publié en 1913.

## Biographie
Après quelques années de lycée à Carcassonne, il effectue une partie de ses études secondaires à Toulouse. Après deux années de classes préparatoires effectuées au Lycée Sainte Geneviève, il est reçu  à 20 ans à l'École polytechnique et à l'École normale supérieure et choisit cette dernière. Il est admis en 1877 à l'agrégation. Étudiant et assistant de Marcellin Berthelot au Collège de France, il soutient sa thèse de doctorat ès sciences intitulée Recherches thermiques sur les sulfures en 1880. Il prend ensuite en charge les cours de physique à l'université de Bordeaux jusqu'en 1882, date où il accepte un poste similaire à l'université de Toulouse. L'année suivante il devient responsable des cours de chimie et est élu professeur titulaire de la chaire de chimie générale en 1884 et le reste jusqu'à sa retraite en 1930. Il devient doyen de la Faculté des sciences de l'université de Toulouse de 1905, à 1929 et continue d'enseigner après sa retraite jusqu'à sa mort en 1941. Il est enterré au cimetière Saint-Vincent de Carcassonne.
Le 4 avril 1906, il crée l'Institut de chimie de Toulouse, qui deviendra l'École nationale supérieure de chimie de Toulouse, puis fusionnera en 2001 pour devenir l'ENSIACET.

## Principaux travaux
Ses premières recherches le conduisent à étudier les réactions thermiques sur les composés soufrés, métalliques ou organiques, sujet qui le conduit à l'obtention de son doctorat.
Il s'intéresse ensuite au phénomène de catalyse, et notamment à la recherche de catalyseurs pour l'hydrogénation. Il met au point avec la collaboration de Jean-Baptiste Senderens le nickel de Sabatier, considéré comme l'un des premiers catalyseurs.
Il développe de même la réduction du dioxyde de carbone (CO2) en présence de dihydrogène (H2) à des températures et des pressions élevées en présence d'un catalyseur de nickel afin de produire du méthane (CH4). Cette réaction est nommée réaction de Sabatier.
CO2 + 4H2 → CH4 + 2H2O
Cette réaction est utilisée dans la Station spatiale internationale pour produire l'eau nécessaire à bord.

## Distinctions et récompenses
Grand officier de la Légion d'honneur (1931)
- Prix Lacaze (1897)

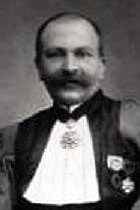
Paul Sabatier en 1922.

- Prix Jecker avec son collaborateur l'abbé Jean-Baptiste Senderens (1905)
- Prix Nobel de chimie (1912)[1].
- Médaille Davy (1915)[6]
- Médaille Franklin (1933)[7]
- Plaque en son hommage par Dominique Philippe Jean Fourcade.
- Il a laissé des traces sur la lune, en effet, le cratère Sabatier (en) porte son nom (source: Jean Michel Faidit, thèse sur les astronomes du Languedoc).

Il est élu correspondant de l'Académie des sciences dans la section de chimie le 25 mars 1901. Pour pouvoir en faire un de ses membres, l'Académie des sciences dut modifier ses statuts, car il ne voulait pas quitter Toulouse et le 21 avril 1913, il est élu membre non résidant. Commandeur de la Légion d'honneur en 1922 puis grand officier en 1931, il était docteur honoris causa ès sciences de l'université de Philadelphie. Il était également membre de plusieurs sociétés : membre de l'Académie des Lyncéens à Rome en 1923, membre de l'Académie royale d'Irlande en 1928, membre de l'Académie royale des sciences de Suède en 1929… ainsi que docteur honoris causa de l'université de Saragosse en 1922 et de l'université de Porto.
Il est associé ordinaire de l'Académie des sciences, inscriptions et belles-lettres de Toulouse en 1885. Il fut élu mainteneur de l'Académie des jeux floraux en 1909 et membre étranger de la Royal Society le 28 février 1918. Paul Sabatier a été membre fondateur, aux côtés de Thomas Joannes Stieltjes en particulier, des prestigieuses Annales de la Faculté des sciences de Toulouse.
Un lycée de Carcassonne et l'université Toulouse-III-Paul-Sabatier à Toulouse portent son nom, tout comme les allées où se trouvait son domicile, entre le Grand Rond et le canal du Midi, à quelques pas du Jardin des Plantes et des bâtiments de la faculté des Sciences où il menait ses travaux.

## Publications
- Paul Sabatier, Recherches thermiques sur les sulfures, Paris, Gauthier-Villars, 1880, 95 p.
- Paul Sabatier, La Catalyse en chimie organique, C. Béranger, 1913, 256 p.[8]